# Campeonato Asiático de Lucha de 2016
El XXIX Campeonato Asiático de Lucha se celebró en Bangkok (Tailandia) entre el 16 y el 20 de febrero de 2016 bajo la organización de la Federación Internacional de Luchas Asociadas (FILA)
Las competiciones se realizaron en un pabellón Bangkok Youth Center.

## Medallero
| Núm.  | País            | Oro | Plata | Bronce | Total |
| ----- | --------------- | --- | ----- | ------ | ----- |
| 1     | Irán            | 9   | 2     | 3      | 14    |
| 2     | Kirguistán      | 3   | 2     | 5      | 10    |
| 3     | China           | 3   | 1     | 8      | 12    |
| 4     | Kazajistán      | 2   | 7     | 8      | 17    |
| 5     | Japón           | 2   | 2     | 1      | 5     |
| 6     | Mongolia        | 2   | 1     | 9      | 12    |
| 7     | India           | 1   | 3     | 5      | 9     |
| 8     | Corea del Sur   | 1   | 0     | 4      | 5     |
| 9     | Baréin          | 1   | 0     | 1      | 2     |
| 10    | Uzbekistán      | 0   | 3     | 1      | 4     |
| 11    | Corea del Norte | 0   | 2     | 0      | 2     |
| 12    | Vietnam         | 0   | 1     | 2      | 3     |
| 13    | Tayikistán      | 0   | 0     | 1      | 1     |
| TOTAL | TOTAL           | 24  | 24    | 48     | 96    |

## Resultados

### Lucha grecorromana masculina
| Evento | Oro                               | Plata                               | Bronce                                                       |
| ------ | --------------------------------- | ----------------------------------- | ------------------------------------------------------------ |
| 59 kg  | Kanybek Zholchubekov · Kirguistán | Saman Abdevali Irán                 | Mirambek Ainagulov · Kazajistán · Gaurav Sharma · India      |
| 66 kg  | Gi Uk-chol Corea del Sur          | Asjat Zhanbyrov · Kazajistán        | Mehdi Zeidvand Irán Aram Vardanyan Uzbekistán                |
| 71 kg  | Afshin Biabangard Irán            | Nurbek Kholmukhammatov Uzbekistán   | Darkhan Bayakhmetov · Kazajistán · Zhang Ridong · China      |
| 75 kg  | Doszhan Kartikov · Kazajistán     | Dilshod Turdiev Uzbekistán          | Ruslan Tsarev · Kirguistán · Payam Bouyeri · Irán            |
| 80 kg  | Ramin Taheri Irán                 | Aishan Aisha China                  | Harpreet Singh · India · Asjat Dilmujamedov · Kazajistán     |
| 85 kg  | Janarbek Kenjeev · Kirguistán     | Muhammadali Shamsiddinov Uzbekistán | Park Jin-sung Corea del Sur Kong Liang China                 |
| 98 kg  | Mahdi Aliyari Irán                | Hardeep Singh India                 | Uzur Dzhuzupbekov · Kirguistán · Mohamed Abdelfatah · Baréin |
| 130 kg | Amir Ghasemi Monjazi Irán         | Murat Ramonov · Kirguistán          | Naveen Kumar · India · Damir Kuzembaev · Kazajistán          |

### Lucha libre masculina
| Evento | Oro                            | Plata                         | Bronce                                                                |
| ------ | ------------------------------ | ----------------------------- | --------------------------------------------------------------------- |
| 57 kg  | Sandeep Tomar India            | Jong Hak-jin Corea del Norte  | Sodnomdashiin Batbold · Mongolia · Ulukbek Zholdoshbekov · Kirguistán |
| 61 kg  | Daulet Niyazbekov · Kazajistán | Behnam Ehsanpour Irán         | Zhang Buladaoriji China Tümenbilegiin Tüvshintulga Mongolia           |
| 65 kg  | Meisam Nassiri Irán            | Nurlan Bekzhanov · Kazajistán | Ma Cunjun China Batchuluuny Batmagnai Mongolia                        |
| 71 kg  | Adam Batírov Baréin            | Om Prakash Vinod Kumar India  | Mohammad Naderi Irán Buyanjavyn Batzorig Mongolia                     |
| 74 kg  | Mostafa Hosseinkhani Irán      | Zhiger Zakirov · Kazajistán   | Saiakbai Usupov · Kirguistán · Azamat Sufiev · Tayikistán             |
| 86 kg  | Ehsan Lashgari Irán            | Orgodolyn Üitümen Mongolia    | Gwon Hyeok-beom · Corea del Sur · Aslan Kakhidze · Kazajistán         |
| 97 kg  | Reza Yazdani Irán              | Magomed Musáiev · Kirguistán  | Bakdaulet Almentay · Kazajistán · Dorjkhandyn Khüderbulga · Mongolia  |
| 125 kg | Parviz Hadi Irán               | Daulet Shabanbay · Kazajistán | Aiaal Lazarev · Kirguistán · Natsagsürengiin Zolboo · Mongolia        |

### Lucha libre femenina
| Evento | Oro                               | Plata                         | Bronce                                                          |
| ------ | --------------------------------- | ----------------------------- | --------------------------------------------------------------- |
| 48 kg  | Sun Yanan China                   | Irina Borissova · Kazajistán  | Vũ Thị Hằng Vietnam Eri Tosaka Japón                            |
| 53 kg  | Pang Qianyu China                 | Nguyễn Thị Lụa Vietnam        | Oh Hyun-young Corea del Sur Vinesh Phogat India                 |
| 55 kg  | Davaasüjiin Otgontsetseg Mongolia | Priyanka Phogat India         | Kiều Thị Ly Vietnam Um Ji-eun Corea del Sur                     |
| 58 kg  | Aisuluu Tynybekova · Kirguistán   | Aiyim Abdildina · Kazajistán  | Zhou Zhangting China Enjbat Gantuya Mongolia                    |
| 60 kg  | Han Yingyan China                 | Ayaka Ito Japón               | Otgonbat Oyuntuya · Mongolia · Madina Bakbergenova · Kazajistán |
| 63 kg  | Risako Kawai Japón                | Rim Jong-sim Corea del Norte  | Anita Tomar India Xu Rui China                                  |
| 69 kg  | Sara Dosho Japón                  | Elmira Syzdykova · Kazajistán | Tsorigt Bolortungalag Mongolia Wang Jiao China                  |
| 75 kg  | Ochirbatyn Burmaa Mongolia        | Rino Abe Japón                | Gulmaral Yerkebayeva · Kazajistán · Qiandegen Chagan · China    |